# EN8
A EN 8 - Estrada da Estremadura é uma estrada nacional que integra a rede nacional de estradas de Portugal, esta localizada no distrito de Lisboa e no distrito de Leiria.

## Percurso
Originalmente a estrada ligava Lisboa a Alcobaça, visto a Estrada Nacional 1 seguir na época o traçado correspondente à N 8-6/R 8-6, entre Venda das Raparigas e Alcobaça, via Benedita e Turquel, que continuava para Norte via Aljubarrota. Quando mais tarde se construiu um trajeto mais direto entre Venda das Raparigas e as proximidades de São Jorge-Porto de Mós, via Moleanos, que integrou a N 1, classificaram-se os troços referidos como N 8-6 (Alcobaça-Évora de Alcobaça-Turquel-Benedita) e N 8 (Alcobaça-Aljubarrota-Cumeira-Cruz da Légua). Tal alteração foi oficializada em 1973
O troço entre Olival Basto e Frielas/Santo António dos Cavaleiros foi desclassificado e passou a designar um troço de autoestrada, em 1984, fazendo hoje parte da A8. O marcos quilométricos da EN 8, neste troço, foram mantidos até às obras de alargamento deste troço de Autoestrada, iniciadas em 2008, ladeavam os marcos metálicos da A8 no sentido Sul-Norte.

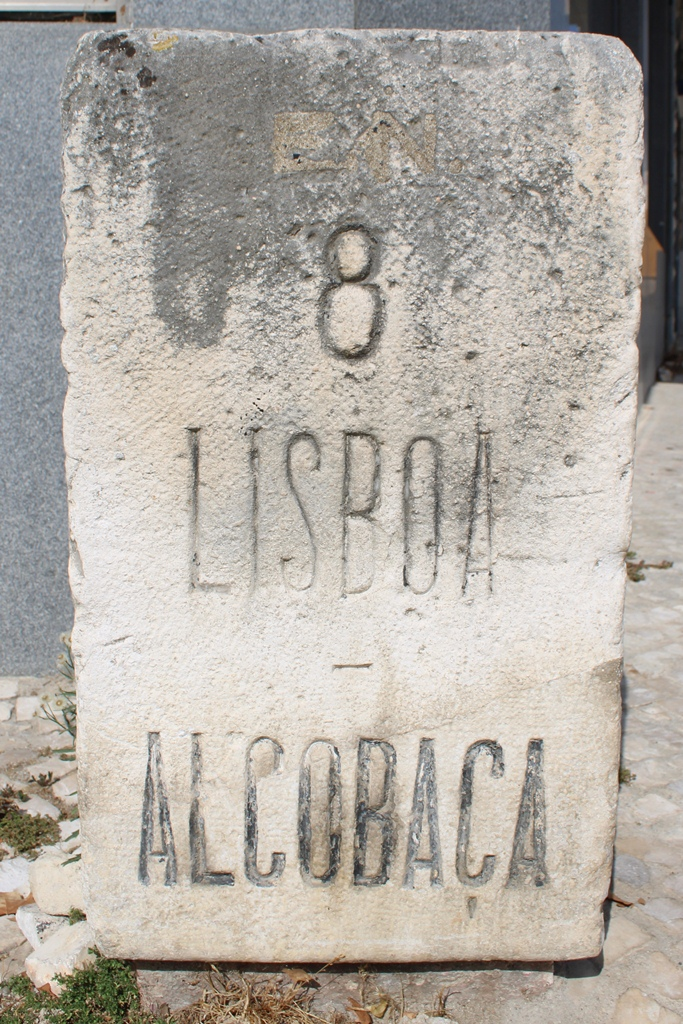
Marco Miriamétrico ao km90 da EN8 em Caldas da Raínha

| Localidade Intermédia       | Estrada que liga    |
| --------------------------- | ------------------- |
| A 8 / Frielas               | A 8                 |
| Loures                      |                     |
| A 8 / Quinta do Infantado   | A 8 N 115           |
| Pinheiro de Loures          |                     |
| Botica                      |                     |
| São Sebastião de Guerreiros |                     |
| Guerreiros                  |                     |
| Lousa                       | N 374-2             |
| Venda do Pinheiro           | N 116               |
| Matoutinho                  |                     |
| Malveira                    | N 116               |
| A 21 / Ericeira / Mafra     | A 21                |
| Vila Franca do Rosário      |                     |
| Gradil                      |                     |
| Barras                      |                     |
| Carrascal                   |                     |
| Caneira Nova                |                     |
| Freixofeira                 |                     |
| Turcifal                    |                     |
| Carvalhal                   |                     |
| Torres Vedras               | A 8 N 9 N 8-2       |
| Ameal                       |                     |
| Ramalhal                    | N 8-3               |
| Outeiro da Cabeça           |                     |
| Sanguinha                   |                     |
| Bombarral                   | A 8 N 361           |
| Paul                        |                     |
| São Mamede                  | N 8-4               |
| A-da-Gorda                  | N 114               |
| Óbidos                      | A 8                 |
| Caxina                      |                     |
| Gaeiras                     | N 114               |
| A 8                         | A 8                 |
| Caldas da Rainha            | N 114-1 N 115 N 360 |
| A 8                         | A 8                 |
| Tornada                     |                     |
| Vale de Maceira             |                     |
| Alfeizerão                  | A 8 N 242           |
| Casal Pardo                 |                     |
| Casal Jorge Dias            |                     |
| Quinta das Carrascas        |                     |
| Facho                       |                     |
| Boa Vista                   |                     |
| Murteira                    |                     |
| Casal do Marques            |                     |
| Valbom                      |                     |
| Mendalvo                    |                     |
| Mata Galinhas               |                     |
| Alcobaça                    | N 8-6               |
| Alto da Maceira             |                     |
| Lameira                     |                     |
| Aljubarrota                 |                     |
| São Vicente                 |                     |
| Olheiros                    |                     |
| Cumeira de Baixo            |                     |
| Cumeira de Cima             |                     |
| Cruz da Légua               |                     |
| Moitalina                   |                     |
| IC 2 / N 1                  | IC 2 N 1            |